# 가규 (후한)
가규(賈逵, 30년 ~ 101년)는 중국 후한 초의 유학자·천문학자로, 자는 경백(景伯)이며 우부풍 평릉현(平陵縣) 사람이다.

## 생애
가의의 9세손으로, 조부 가광(賈光)은 상산태수를 지냈다. 부친 가휘(賈徽)는 유흠에게서 《춘추좌씨전》(좌전)을 익혀 《좌씨조례》(左氏條例) 21편을 저술하였고, 《국어》와 《주관》(周官)을 익혔다. 도운(塗惲)에게서 《고문상서》(古文尙書)를, 사만경(謝曼卿)에게서 《모시》(毛詩)를 익혔다. 가규는 아버지의 업을 이어받아, 약관에 좌전 등 오경 본문을 암송하였다고 한다. 좌전의 고문학을 주로 삼아, 《춘추곡량전》 5가의 학문(윤경시·유향·주경·정성·왕언)에도 능통했다. 신장은 8척 2촌(약 195 cm)이어서, 여러 유학자들이 그를 '문사불휴 가장두(問事不休賈長頭)'라 일컬었다.
명제 시대, 조정이 신비주의적 예언과 괴이한 서, 참위를 좋아한 것을 이용하여, 좌전을 참위에 기대어 설명했다. 또 반고와 함께 교서랑에 임명되어 궁중 도서의 교정과 후한사의 정리를 맡았다. 장제는 유학을 좋아하되 특히 좌전과 고문상서를 좋아하여, 건초 원년(76년) 가규는 북궁의 백호관(白虎觀), 남궁의 운대(雲臺)에서 이를 강의했다. 또 금문공양가(今文公羊家)인 이육(李育)을 반박하였고, 고문상서와 《이아》 훈고하여 조칙에 의해 《금문상서》(今文尙書)와 고문상서의 이동, 금문삼가시(《제시》, 《노시》, 《한시》)와 《모시》의 이동을 모으고, 《주례해고》(周禮解詁)도 짓는 등 고문학의 지위를 높이는 데 공헌했다.
또 천문학자의 조예도 깊어, 원화 연간 사분력이 시행된 후 조칙에 의거하여 가규가 사분력 수정 책임자가 되었다. 또 〈가규론력사칙(賈逵論歷)〉(92년)으로 알려진 뛰어난 역론을 남겨 달의 운행과 지속 등을 지적했다. 이는 《후한서》 율력지에 기재되었다.
저서로는 《춘추좌씨전해고》(春秋左氏傳解詁), 《국어해고》(國語解詁)를 시작으로 경전의 주석과 시·송·뇌 등 다수 존재한다. 이것들 대부분이 산실되어 현재에는 전해지지 않으나, 청나라의 마국한(馬國翰)의 《옥함산방집일서》(玉函山房輯佚書)와 황석(黃奭)의 《한학당총서》(漢學堂叢書)에 집본이 수록되어 있다. 또 《좌전》에 관한 주석은 일부 청의 유문기(劉文淇)의 《춘추좌씨전구주소증》(春秋左氏傳舊注疏證)에 기재되어 있다.

## 가계

### 관련 인물
가의